# نيل شيبيرلي
نيل شيبيرلي (بالإنجليزية: Neil Shipperley)‏ (30 أكتوبر 1974 في المملكة المتحدة - ) هو لاعب كرة قدم بريطاني في مركز الهجوم. شارك مع منتخب إنجلترا تحت 21 سنة لكرة القدم. أما مع النوادي، فقد لعب مع تشيلسي وشيفيلد يونايتد وكريستال بالاس ونادي بارنسلي ونادي برينتفورد ونادي ساوثهامبتون ونادي واتفورد ونوتينغهام فورست ونادي ويمبلدون وNorth Greenford United F.C. ‏.

## وصلات خارجية
- نيل شيبيرلي على موقع قاعدة بيانات كرة القدم.إي يو (الإنجليزية)
- نيل شيبيرلي على موقع Soccerbase.com (لاعب) (الإنجليزية)
- نيل شيبيرلي على موقع عالم كرة القدم.نت (الإنجليزية)